# El pastisser de Berlín
El pastisser de Berlín (originalment en hebreu, האופה מברלין; transliterat, ha'ofeh miberlin; en alemany, Der Kuchenmacher) és una pel·lícula de drama romàntic del 2017 dirigida per Ofir Raul Grazier. És protagonitzada per Sarah Adler, Tim Kalkhof, Zohar Strauss i Roy Miller.
Es va estrenar al 52è Festival Internacional de Cinema de Karlovy Vary. Va formar part de la Selecció Oficial – Competició i va guanyar el Premi del Jurat Ecumènic. Va rebre el premi Ophir 2018 a la millor pel·lícula, i va ser seleccionada com a entrada israeliana a la millor pel·lícula de parla no anglesa als 91ns Premis Oscars, però no va ser nominada.
La versió doblada al català es va estrenar el 2 de juliol de 2022 al canal La 2.

## Repartiment
- Tim Kalkhof com a Thomas
- Sarah Adler com a Anat
- Zohar Strauss com a Motti
- Roy Miller com a Oren
- Tamir Ben-Yehuda com a Itai